# Ermita de San Bartolomé y San Blas (Montehermoso)
La ermita de San Bartolomé y San Blas es una ermita situada al sur de Montehermoso, en lo alto de una barrera conocida como Cuesta de San Bartolomé o calle San Bartolomé, en el barrio de las Casas Baratas. 

## Historia
La ermita, de estilo barroco popular y con líneas y acabados sencillos, fue construida en el siglo XVIII y restaurada en 2006, siendo la cuarta ermita en ser restaurada. Junto a esta ermita está el cementerio que se usó después de la iglesia y antes del actual cementerio, allá por el siglo XIX y la primera mitad del XX. Dicho cementerio dejó de usarse en 1947. Junto a la ermita hay un camino que lleva al actual cementerio del pueblo.

## Estructura e imágenes
La ermita tiene una puerta principal a la entrada y una puerta lateral. Hay un esquilón sobre la entrada y otro en desuso guardado en una vitrina en el interior de la ermita, fechado en 1681. En el interior de la ermita se encuentran las imágenes de San Bartolomé, San Blas, San Isidro, la Virgen y San Marcos montado en un toro. Esta última imagen resulta extraña, ya que el toro es el símbolo de San Lucas. De esas cinco imágenes, solo la de San Bartolomé está en un retablo. La ermita cuenta además con un púlpito de piedra en desuso.

## Uso

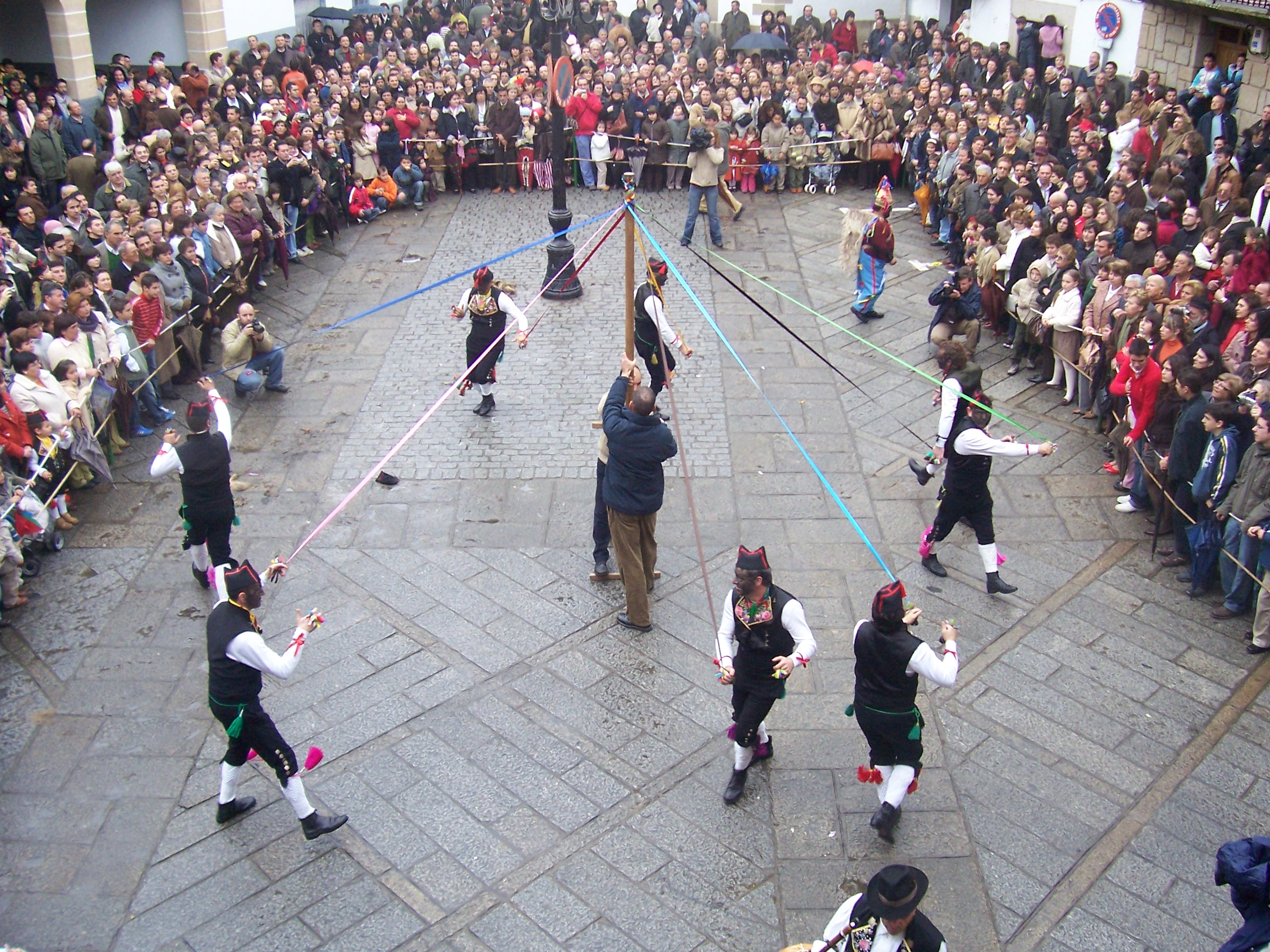
Los Negritos bailando en la Plaza de España el día de San Blas.

La ermita se usa para las fiestas de San Blas, el 3 de febrero, y San Bartolomé, el 24 de agosto. San Blas y San Bartolomé son los únicos santos con fiesta local en Montehermoso. En la fiesta de San Blas alberga la Velá de la noche del 2 de febrero, en la que bailan los Negritos. En la de San Bartolomé se usa para las procesiones de bajada y subida de la imagen del santo, los días 23 y 25 de agosto.